# 1820年の相撲
1820年の相撲（1820ねんのすもう）は、1820年の相撲関係のできごとについて述べる。

## 興行
- 3月場所（江戸相撲）[1]
  - 興行場所:本所回向院
  - 5月20日（旧3月20日）より晴天10日間興行
    - 6日目で打ち切り。
- 4月場所（大坂相撲）[1]
  - 興行場所:難波新地
- 7月場所（京都相撲）[1]
  - 興行場所:二条川東
  - 晴天10日間興行
- 10月場所（江戸相撲）[2]
  - 興行場所:茅場町薬師境内
  - 11月24日（旧10月19日）より晴天10日間興行